# مدنیت (شهرستان قره‌سو)
مدنیت (به لاتین: Madaniyat) یک روستا در قرقیزستان است که در شهرستان قره‌سو (قرقیزستان) واقع شده‌است. مدنیت ۳٬۶۷۶ نفر جمعیت دارد و ۹۱۸ متر بالاتر از سطح دریا واقع شده‌است.